# Okres Pasvalys
Okres Pasvalys (litevsky Pasvalio rajono savivaldybė) je okresem v Panevėžyském kraji v severní Litvě. Sousedí v Lotyšskem. Správním centrem je okresní město Pasvalys.

## Geografie
V severní části okresu je Zemgalská nížina (litevsky Žiemgalos žemuma nebo lotyšsky Zemgales zemiene/līdzenums) a jižní části se nachází nížina Mūšos–Nemunėlio (litevsky Mūšos–Nemunėlio žemuma). Obě nížiny od sebe odděluje morénový Hřeben Linkuva (litevsky Linkuvos kalvagūbris), ve kterém je u vesnice Grūžiai nejvyšší geografický bod okresu 73 m n. m. Největším vodním tokem okresu je řeka Mūša (lotyšsky Mūsa) tekoucí do Lotyšska. Další větší řeky jsou Mažupė, Lėvuo, Pyvesa a Tatula, které jsou přítoky řeky Mūša.

## Osídlení
V roce 2020 zde trvale sídlilo 22816 obyvatel. Největšími městy okresu jsou Joniškėlis a Pasvalys. Další menší města jsou Daujėnai, Krikliniai, Krinčinas, Pumpėnai, Pušalotas, Saločiai a Vaškai.

## Galerie

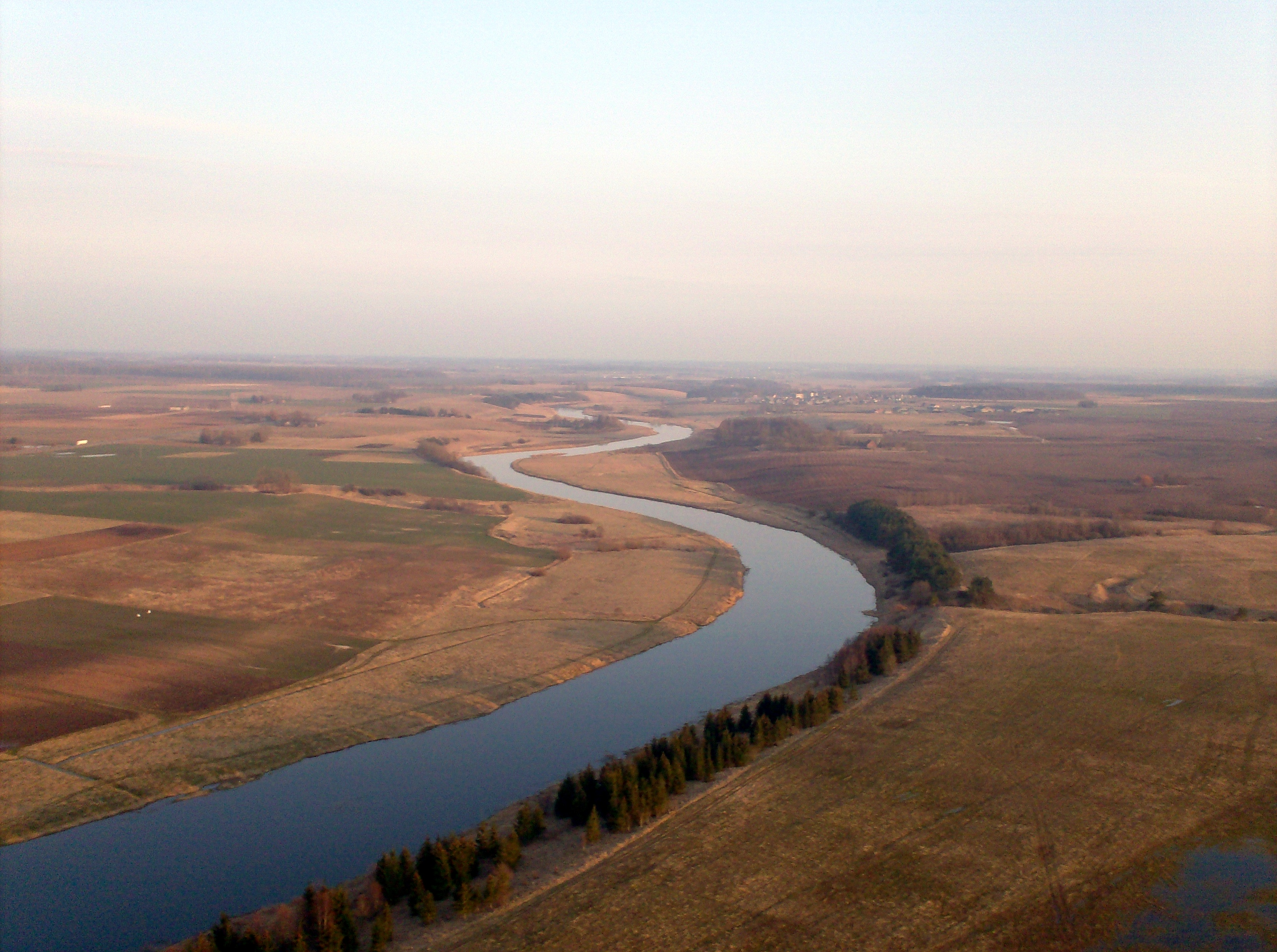
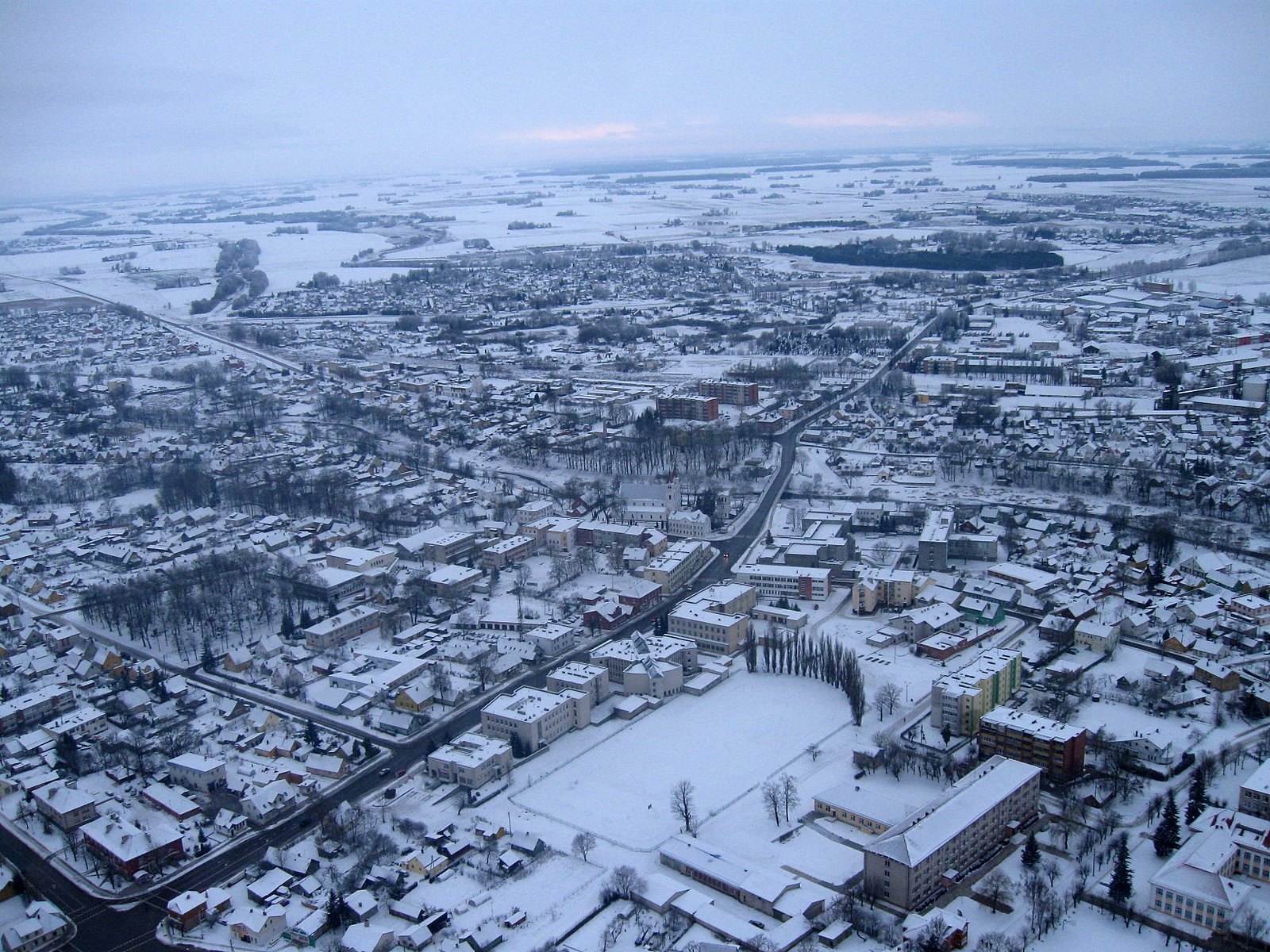
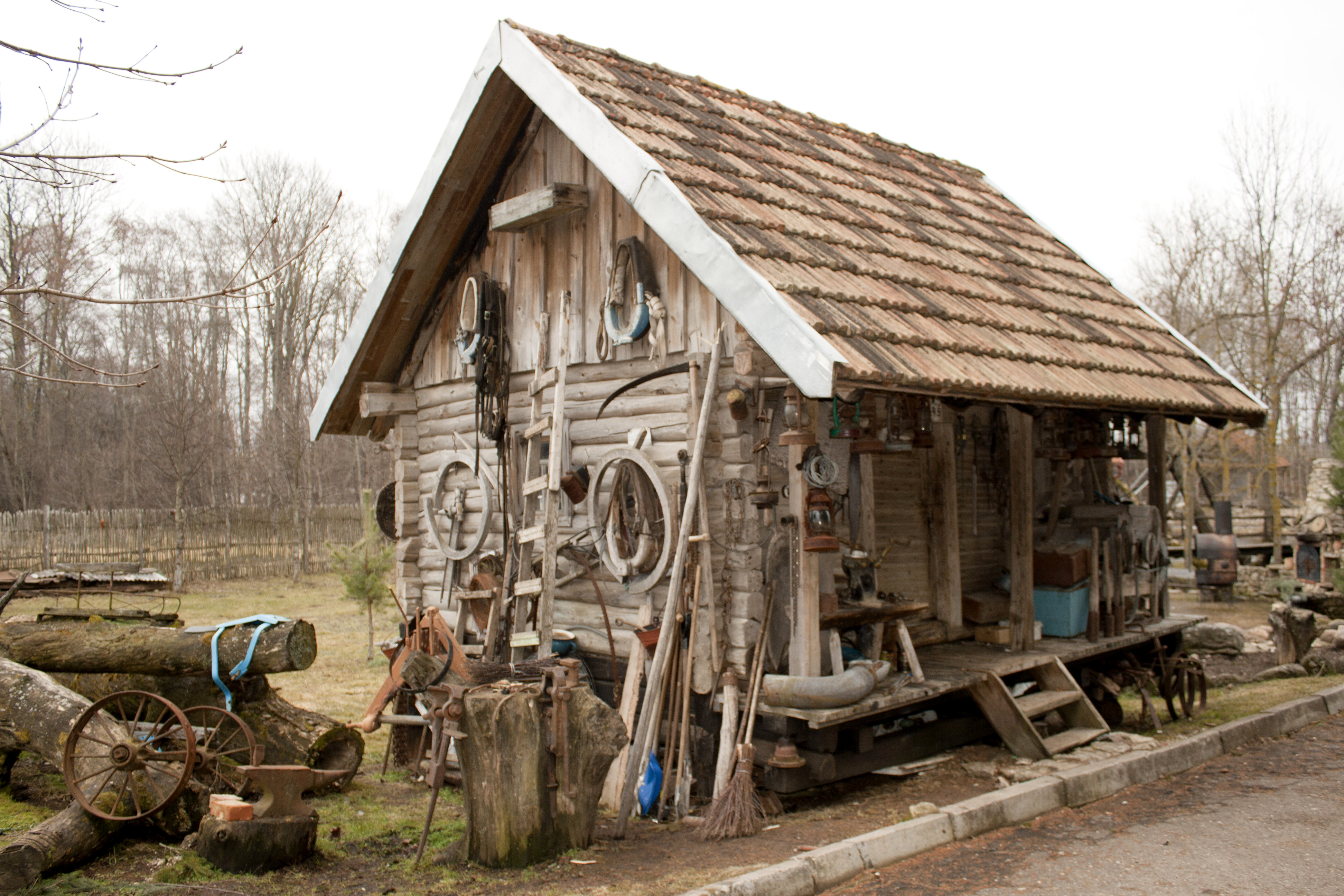
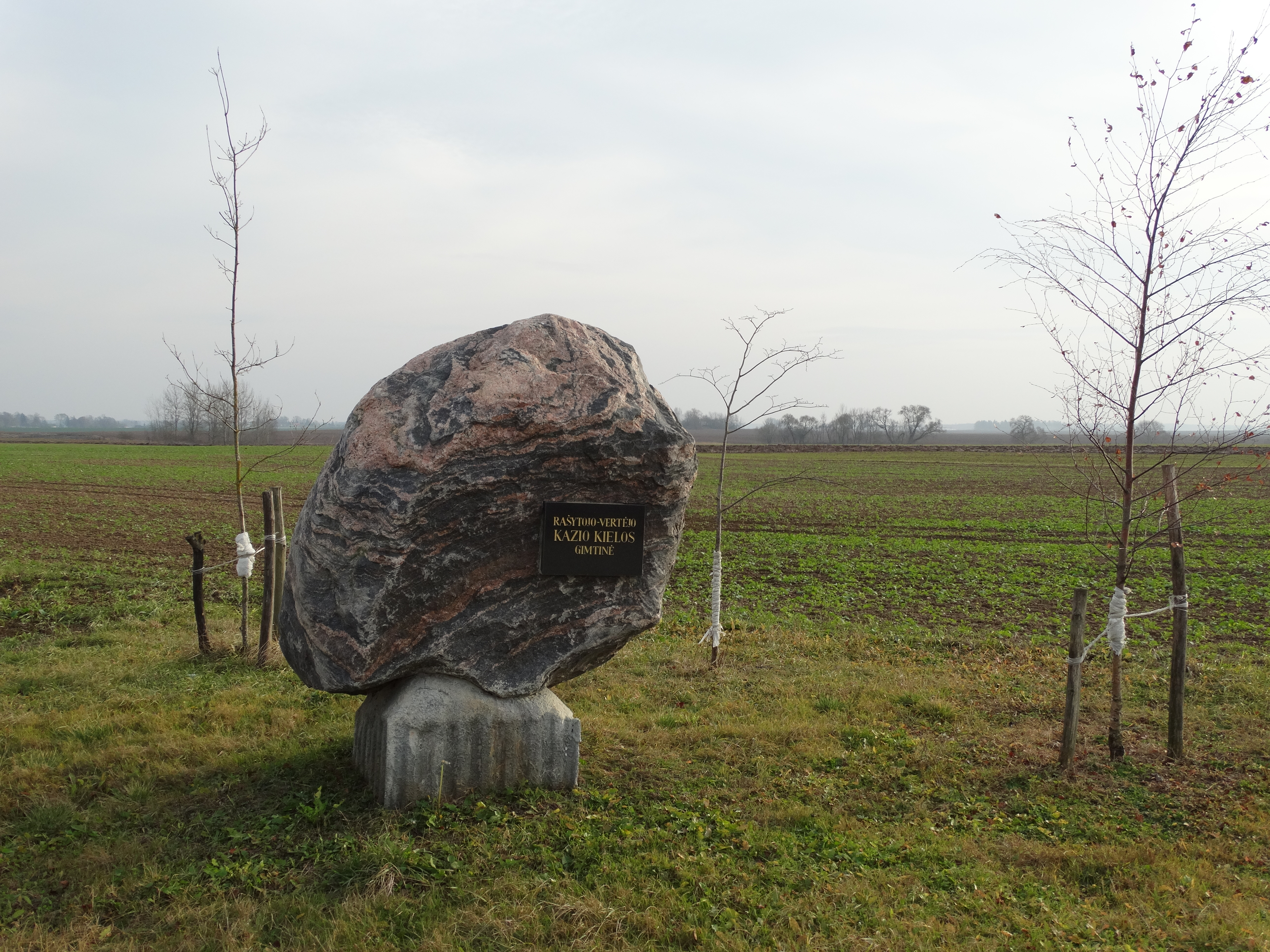
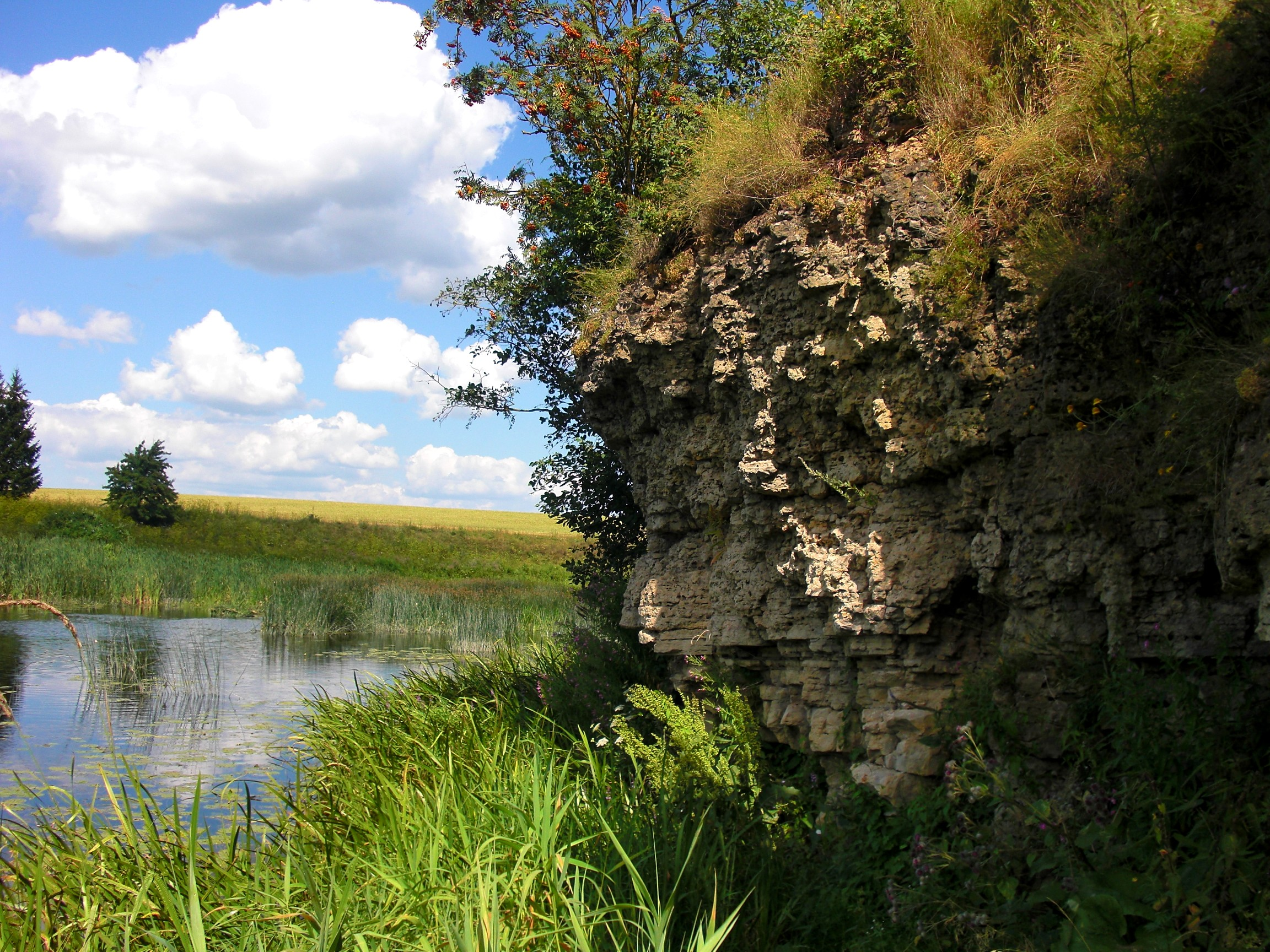
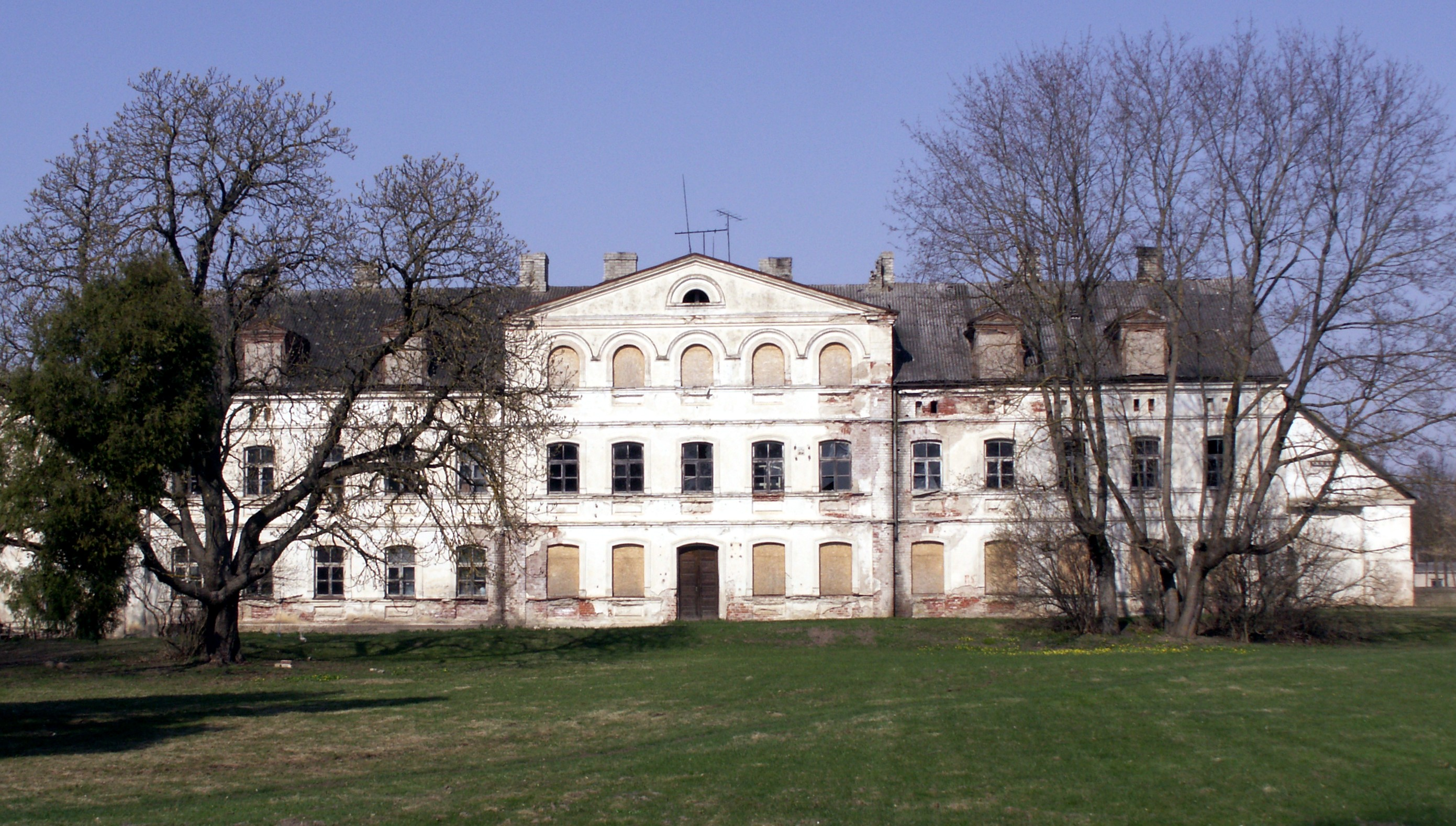
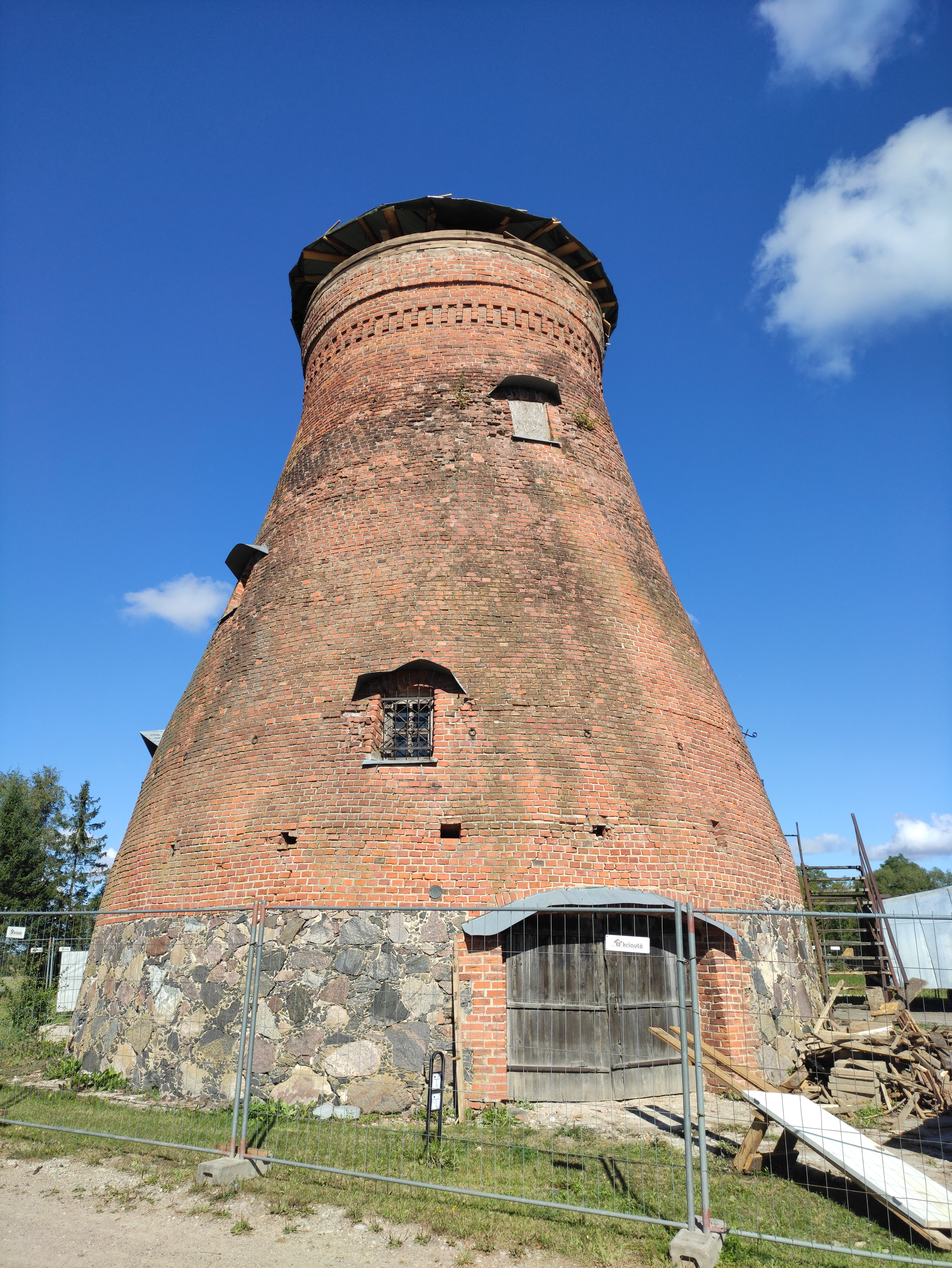